# 久留米市少年の翼
久留米市少年の翼（くるめししょうねんのつばさ）とは久留米市少年の翼実行委員会が主催している、市内の小中学生を対象とした体験学習型の研修会である。

## 事前研修
事前研修は一泊二日で福岡で行い、本研修へ向けての準備を行い、団体行動の基本、規律を学ぶ事から始まり、基本的な生活習慣を学ぶ。

## 本研修
本研修は四泊五日で、沖縄で行い、海洋研修、平和学習を行う。また毎年、眞嘉比小学校の生徒と交流を行う。

## 事後研修
事後研修は宿泊はなく、えーるぴあ久留米で本研修の反省などをする。